# يوزيف ماريك
يوزيف ماريك (بالمجرية: Marek József)‏ هو طبيب بيطري مجري، ولد في 18 مارس 1868 في Horná Streda ‏ في سلوفاكيا، وتوفي في 7 سبتمبر 1952 في بودابست في المجر.